# Wystok (gromada)
Wystok – dawna gromada, czyli najmniejsza jednostka podziału terytorialnego Polskiej Rzeczypospolitej Ludowej w latach 1954–1972.
Gromady, z gromadzkimi radami narodowymi (GRN) jako organami władzy najniższego stopnia na wsi, funkcjonowały od reformy reorganizującej administrację wiejską przeprowadzonej jesienią 1954 do momentu ich zniesienia z dniem 1 stycznia 1973, tym samym wypierając organizację gminną w latach 1954–1972.
Gromadę Wystok z siedzibą GRN w Wystoku utworzono – jako jedną z 8759 gromad na obszarze Polski – w powiecie rzepińskim w woj. zielonogórskim na mocy uchwały nr V/20/54 WRN w Zielonej Górze z dnia 5 października 1954. W skład jednostki weszły obszary dotychczasowych gromad Wystok, Bobrówko, Bielice i Lubów ze zniesionej gminy Boczów oraz obszar dotychczasowej gromady Połęcko ze zniesionej gminy Rzepin w tymże powiecie. Dla gromady ustalono 9 członków gromadzkiej rady narodowej.
1 stycznia 1958 gromadę zniesiono, a jej obszar włączono do gromad: Boczów (wsie Wystok, Bobrówko, Bielice i Lubów) i nowo utworzonej Rzepin (wieś Połęcko) w tymże powiecie.